# Alfre Woodard
Alfre Ette Woodard (wym. /ˈwʊdɑːrd/ ( odsłuchaj), ur. 8 listopada 1952 w Tulsa w USA) – amerykańska aktorka filmowa i telewizyjna. W Polsce znana przede wszystkim jako Betty Applewhite z serialu Gotowe na wszystko.

## Filmografia
- 1978 Zapamiętaj moje imię (Remember My Name)
- 1979 HealtH
- 1981 The Sophisticated Gents
- 1981 Posterunek przy Hill Street (Hill Street Blues)
- 1982 St. Elsewhere
- 1983 Moje Cross Creek (Cross Creek)
- 1984 Słodki rewanż (Sweet Revenge)
- 1985 Sara
- 1986 Skrajności (Extremities)
- 1987 Mandela
- 1988 Wigilijny show (Scrooged)
- 1989 Odważna matka: Historia Mary Thomas (A Mother’s Courage: The Mary Thomas Story)
- 1989 Miss fajerwerków (Miss Firecracker)
- 1990 Blue Bayou
- 1991 Wielki Kanion (Grand Canyon)
- 1992 W Kręgu Miłości (Rich in Love)
- 1992 Betty Lou strzela (The Gun in Betty Lou's Handbag)
- 1992 Wygrać z losem (Passion Fish)
- 1993 Bopha!
- 1993 Serce i dusze (Heart and Souls)
- 1994 Crooklyn
- 1994 Drużyna asów (Blue Chips)
- 1995 Skrawki życia (How to Make an American Quilt)
- 1995 Happily Ever After: Fairy Tales for Every Child
- 1996 Lęk pierwotny (Primal Fear)
- 1996 Podróże Guliwera (Gulliver's Travels)
- 1996 Star Trek: Pierwszy kontakt (Star Trek: The First Contact)
- 1996 Follow Me Home
- 1997 The Practice
- 1997 Miss Evers’ Boys
- 1997 Dzielny Mały Toster ratuje przyjaciół (The Brave Little Toaster to the Rescue)
- 1998 Wracając do korzeni (Down in the Delta)
- 1999 Drzewo życzeń (Wishing Tree)
- 1999 Funny Valentines
- 2000 Holiday Heart
- 2000 Miłość i koszykówka (Love & Basketball)
- 2000 Dinozaur (Dinosaur)
- 2000 Rodzina to grunt (What’s Cooking?)
- 2001 K-PAX
- 2002 Baby of the Family
- 2003 Radio
- 2003 Jądro Ziemi (The Core)
- 2003 Śpiewający detektyw (The Singing Detective)
- 2003 A Wrinkle in Time
- 2004 Życie, którego nie było (The Forgotten)
- 2005–2006 Gotowe na wszystko (Desperate Housewives) jako Betty Applewhite
- 2005 Salon piękności (Beauty Shop)
- 2005 Night Train
- 2006 Wytańczyć marzenia (Take the Lead)
- 2013 Zniewolony (12 Years a Slave) jako Harriet Shaw
- 2014 Annabelle jako Evelyn
- 2016 Kapitan Ameryka: Wojna bohaterów (Captain America: Civil War) jako Miriam Sharpe
- 2019 Król lew (The Lion King) jako Sarabi (głos)